# ルーズヴェルト・サイクス
ルーズヴェルト・サイクス（Roosevelt Sykes, 1906年1月31日 - 1983年7月17日）は、アメリカ合衆国のブルースのミュージシャン。通称、ザ・ハニードリッパー (The Honeydripper)。サイクスは、成功した多作のブルース・ピアノ奏者であり、葉巻をくわえた姿で知られ、その陽気で激しいブギウギ (Boogie-woogie) は、大きな影響力をもった。

## 経歴
サイクスは、アーカンソー州エルマー (Elmar) に生まれ、ヘレナ近郊で育ったが、15歳の頃からバレルハウス・スタイルのブルースをピアノで弾き、旅巡業をするようになった。当時の多くのブルースマンと同じように、サイクスはミシシッピ川沿いの製材所やテレビン油の精製所、堤防沿いの労働者キャンプといった場所で、男性ばかりの聴衆を相手に演奏しながら、生々しい、性的にあからさまに卑猥な内容の歌などを素材として集めていった。放浪の果てに、サイクスはミズーリ州セントルイスにたどり着き、そこでセントルイス・ジミー・オーデン (St. Louis Jimmy Oden) に出会った。オーデンはブルースのスタンダード曲「Goin' Down Slow」の作者であった。
1929年、スカウトに才能を発見されたサイクスは、ニューヨークへ赴き、オーケー・レコード (Okeh Records) で吹き込みを行なった。最初にリリースされた「'44' Blues」は、ブルースのスタンダード曲となり、サイクスのトレードマークにもなった。程なくしてサイクスは、イージー・パパ・ジョンソン (Easy Papa Johnson)、ドビー・ブラッグ (Dobby Bragg)、ウィリー・ケリー (Willie Kelly) などといった変名を用いて、様々なレーベルに吹き込みをするようになった。サイクスはオーデンと一緒にシカゴへ赴き、1934年にデッカ・レコードと契約して最初の全盛期を迎えた。1943年には、ブルーバード・レコードと契約し、ザ・ハニードリッパーズ (The Honeydrippers) と共演した。サイクスとオーデンは、その後も1960年代まで音楽上の交友関係を続けた。
シカゴに定着したサイクスは、作詞する歌詞がどんどんと都会的なものになり、伝統的な12小節構造のブルースの代わりに、8小節のブルース、ポップ、ゴスペルの構造を用いるようになっていった。しかし、外見上は都会的洗練を加えたものの、第二次世界大戦後の音楽シーンの中で、サイクスは徐々に人気を後退させていった。RCAビクターとの契約が切れた後も、サイクスはユナイテッド・レコード (United Records) など小さいレーベルへの録音を続けたが、1950年代半ばにはそうした機会もなくなってしまった。
1954年、サイクスはシカゴ・ブルースのナイトクラブがエレクトリック・ブルースによって席巻されようとしていたシカゴを離れ、ニューオーリンズへと向かった。1960年代に、サイクスがレコード吹き込みを再開したとき、その機会を提供したのはデルマーク・レコード、ブルースヴィル・レコード (Bluesville Records)、ストーリーヴィル・レコード (Storyville Records)、フォークウェイズ・レコード (Folkways Records) といった、急速に消え行きつつあったブルースの歴史を記録しようとしていたレーベルであった。サイクスは晩年をニューオーリンズで過ごし、当地で心筋梗塞により1983年7月17日に亡くなった

## 遺産
サイクスの活動期間は、戦前から戦後にかけての長期間にわたるものであった。彼の跳ね回るようなピアノのブギや、リスク (risqué) の卑猥な歌詞は、彼のブルースへの貢献を特色付けるものである。サイクスは、「44 Blues」、「Driving Wheel」、「Night Time Is the Right Time」など、影響力の大きいブルースの楽曲をいくつも生み出した。
サイクスは、1999年にブルースの殿堂 (Blues Hall of Fame) 入りを果たし、2011年にはジェネット・レコード (Gennett Records) のウォーク・オブ・フェームにも入った。

## おもなディスコグラフィ
- The Return of Roosevelt Sykes (Bluesville, 1960)
- The Honeydripper (Bluesville, 1961)
- Piano Blues (Folkways, 1966)
- Blues Roots/Chicago – The 1930's (Folkways, 1967)
- The Country Blues Piano Ace 1929–1932 (Yazoo, 1972)
- Feel Like Blowing My Horn (Delmark, 1973)
- Blues by Roosevelt "The Honeydripper" Sykes (Smithsonian Folkways, 1995)